# Politikåret 1834

## Händelser
- 16 juli - William Lamb efterträder Charles Grey som Storbritanniens premiärminister.[1]
- 17 november - Arthur Wellesley efterträder Robert Peel som Storbritanniens premiärminister.[1]
- 10 december - Robert Peel efterträder Arthur Wellesley som Storbritanniens premiärminister.[1]

### Fotnoter
1. 1 2 3  ”United Kingdom” (på engelska). World Statesmen. http://www.worldstatesmen.org/United_Kingdom.html. Läst 29 juli 2015.